# پال وگت
پال وگت (به انگلیسی: Paul Vogt) (زاده ۱۶ دسامبر ۱۹۶۴)، بازیگر و کمدین آمریکایی است.
از فیلم‌های معروف او می‌توان به بازی در دفتر خاطرات شاهزاده خانم ۲، بلندپروازی بلوند اشاره کرد.